# Borough de la Bahía de Bristol
El borough de la Bahía de Bristol (en inglés: Bristol Bay Borough), fundado en 1962, es uno de los 19 boroughs del estado estadounidense de Alaska. En el censo del año 2020, el borough tenía una población de solo 844 habitantes y una densidad poblacional de 0,65 habitantes por km². La sede del borough es Naknek.
Incorporado en 1962, la bahía de Bristol fue el primer borough de Alaska en ser creado. Es también el más pequeño, que consiste solamente de tierras en una forma rectangular alrededor de Naknek en la costa y King Salmon (que sirve como sede de borough, al vecino Borough de Lake and Peninsula).

## Geografía
Según la Oficina del Censo, el borough tiene un área total de 2300 km² (888 mi²), de la cual 1308 km² (505 mi²) es tierra y 992 km² (383 mi²) (43.12%) es agua.

### Boroughs adyacentes
- Borough de Lake and Peninsula (oeste)

## Demografía
Según el censo de 2020, había 844 personas, 873 hogares y 283 familias residiendo en la localidad. La densidad de población era de 0,65 hab./km². Había 873 viviendas con una densidad media de 0,67 viviendas/km². El 44,4% de los habitantes eran blancos, el 1,1% afroamericanos, el 29,3% amerindios, el 2,1% asiáticos, el 0,8% isleños del Pacífico y el 22,3% pertenecía a dos o más razas. El 8,1% de la población eran hispanos o latinos de cualquier raza.

## Localidades

### Lugares designados por el censo
| - King Salmon - Naknek - South Naknek |